# Kozova (huyện)
Huyện Kozova (tiếng Ukraina: Козівський район, chuyển tự: Kozovas’kyi raion) là một huyện của tỉnh Ternopil thuộc Ukraina. Huyện Kozova có diện tích 694 km², dân số theo điều tra dân số ngày 5 tháng 12 năm 2001 là 41827 người với mật độ 60 người/km2. Trung tâm huyện nằm ở Kozova.